# 조지 키머스
조지 키머스(George Keymas, 1925년 11월 18일 ~ 2008년 1월 17일)는 미국의 배우이다.
스프링필드에서 태어났으며 팜비치에서 사망하였다.

## 출연 작품
- 해저 여행 (1964년)
- 전투 (1962년)
- 추격 (1959년)
- 서부의 파라딘 (1957년)
- 스트레인저 온 호스백 (1955년)
- 키스밋(영어판) (1955년)
- 프로디갈 (1955년)
- 용감한 린티 (1954년)
- 카이버 라이플의 왕 (1953년)

### 텔레비전
- 샤이안 (1957-58)
- 조로 (1958)
- 보난자 (1959-66)
- 딜론 보안관 (1961-74)
- 서부를 향해 달려라 (1966-67)
- FBI (1966-67)
- 아이언사이드 (1967-70)